# Rhynchostegiella pseudoteesdalei
Rhynchostegiella pseudoteesdalei är en bladmossart som beskrevs av Brotherus 1909. Rhynchostegiella pseudoteesdalei ingår i släktet nålmossor, och familjen Brachytheciaceae. Inga underarter finns listade i Catalogue of Life.